# Плавильні заводи в Алмалику
Плавильні заводи в Алмалику – складові потужного гірничо-металургійного майданчику, що діє на сході Узбекистану в районі міста Алмалик. Первісно запущені у складі Алтин-Топканського свинцево-цинкового комбінату, який вже у 1967-му став Алмалицьким гірничо-металургійним комбінатом (АГМК).

## Мідеплавильні заводи
Першу мідну продукцію отримали в Алмалику у 1963 році. Сировиною для мідеплавильного виробництва став концентрат розташованої поруч мідної збагачувальної фабрики, що працювала з продукцією гігантського мідно-молібденового рудника Кальмакир (а потім також рудника Сари-Чеку).
Після плавки чорнова мідь проходить рафінування в електролізному цеху, після чого із міде-електролітних шламів як супутні продукти отримують золото, срібло, селен і теллурій. Можливо відзначити, що завод використовує як золотовмісний флюс при конвертуванні штейнів продукцію рудника Каульди, що не підходить для переробки на належній комбінату Ангренській фабриці з вилучення золота.
В 2016-му ввели в дію нову мідеплавильну піч потужністю 74 тисячі тонн на рік. Це дало можливість суттєво збільшити випуск міді, який в 2009 та 2023 роках склав 80 тисяч тонн та 149 тисяч тонн відповідно.
В першій половині 2020-х років в Алмалику очікується запуск другого мідеплавильного заводу, що споруджується в комплексі зі ще однією збагачувальною фабрикою та гігантським кар’єром «Йошлик-1». Його виробнича потужність становитиме 300 тисяч тонн міді на рік (при цьому загальний обсяг виробництва міді АГМК після реалізації проекту планується як 400 тисяч тон).

## Цинкоплавильний завод
В 1970 році ввели в дію цинкоплавильний завод. Частково його мала забезпечувати концентратом свинцево-цинкова збагачувальна фабрика, комбінату, що працювала з продукцією рудників Кургашинкан, Алтин-Топкан та Пай-Булак, втім, більшість сировини для цього переділу була привозною.
В 1990-х через припинення розробки всіх названих рудників цинкоплавильний завод повністю перейшов на привозну сировину. Втім, з 2010-го стали можливими поставки цинкового концентрату зі збагачувальної фабрики рудника Хандіза (лежить в Сурахндар’їнській області на значній – біля двох з половиною сотень кілометрів – відстані від інших активів комбінату). Також в 2020-х очікують на цинковий концентрат з рудника Уч-Кулач.
Роботи за проектом заводу завершились в 1975-му, а в 1982-му він пройшов через процес модернізації з розширенням.  Наразі на сайті АГМК зазначено, що завод має потужність у 120 тисяч тонн цинку на рік.
Як супутні продукти можуть виробляти кадмій та індій.

## Цех рідкісних металів
Мідна збагачувальна фабрика АГМК також випускає молібденовий промпродукт, з яким працює цех рідкісних металів комбінату. Він провадить обпалювання промпродукту із випуском молібденового огарку, при цьому вловлювання возгонів ренію із відхідних газів дозволяє продукувати перренат амонію.

## Виробництво сульфатної кислоти
Під час плавки сульфідних руд утворюються великі обсяги окислів сірки, тому їх утилізація з виробництвом сульфатної кислоти має не тільки економічний характер, але й є обов’язковою з екологічної точки зору. Перший цех сульфатної кислоти запустили в 1963-му (він розташовувався на території майбутнього цинкоплавильного заводу), а в 1967-му комбінат ввів другий цех.
Втім, первісний проект мідеплавильного заводу мав серйозні недоліки з точки зору захисту навколишнього середовища, що призводило до викиду в атмосферу 100 тисяч тонн сірки на рік, до того ж, потім додались викиди цинкоплавильного виробництва. Для вирішення цієї проблеми в 1975-му в мідному переділі запустили цех сульфатної кислоти СК-23, а в 1991-му мідеплавильний завод отримав цех СК-3.
У 2015-му в мідеплавильному комплексі став до ладу ще один цех сульфатної кислоти СК-4, який дозволив збільшити її випуск в 2,8 раза – до 500 тисяч тонн на рік (за іншими даними, 500 тисяч тонн на рік це потужність лише нового цеху). Також можливо відзначити, що наразі на сайті комбінату зазначається, що мідеплавильний напрямок обслуговують цеха сульфатної кислоти СК-3 та СК-4.
Станом на другу половину 2010-х АГМК продукував близько 850 тисяч тонн сульфатної кислоти на рік.
У 2020-х роках АГМ реалізує два великі проекти по модернізації виробництва сульфатної кислоти:
- в комплексі зі спорудженням нового мідеплавильного заводу зводиться цех СК-5, який має переробляти 1,8 млн тонн діоксиду сірки на рік;
- цинкоплавильний завод отримає новий цех СК-6 продуктивністю 180 тисяч тонн на рік, запуск якого планується на 2025 рік.

Введення нових цехів дозволить вивести з експлуатації застарілі цехи СК-1 та СК-3.
Можливо відзначити, що великим споживачем сульфатної кислоти є розташований біч-о-біч з майданчиком АГМК комплекс з виробництва добрив, де зазначену кислоту використовують для розкладення фосфоритів (втім, починаючи з 1981-го комплекс добрив також почав продукувати цей продукт шляхом спалювання сірки і наразі виробляє значні обсяги кислоти).
Сам АГМК продукує такі сульфо-продукти, як сульфат міді (мідний купорос), сульфат цинку (цинковий купорос), сульфіт-бісульфіт амонію (з 1997, сировиною є відхідні гази кислотного виробництва та аміак).